# 蒙大拿州参议院
蒙大拿州参议院（英語：Montana State Senate）是美国蒙大拿州议会的上議院，共有50名议员，每届任期4年。参议院議長由全體參議員互選產生，现任议长为共和黨籍的傑森·艾斯華思。